# Acacia schottii
Acacia schottii är en ärtväxtart som beskrevs av John Torrey. Acacia schottii ingår i släktet akacior, och familjen ärtväxter. Inga underarter finns listade i Catalogue of Life.